# 宮前平站
宮前平站（日语：／ Miyamaedaira eki */?）是一個位於神奈川縣川崎市宮前區宮前平一丁目，屬於東急電鐵田園都市線的鐵路車站。車站編號是DT13。

## 年表
- 1966年（昭和41年）4月1日 - 車站啟用[2]。
- 2015年（平成27年）10月31日 - 月台門啟用。

## 結構
本站為相對式月台2面2線高架車站。

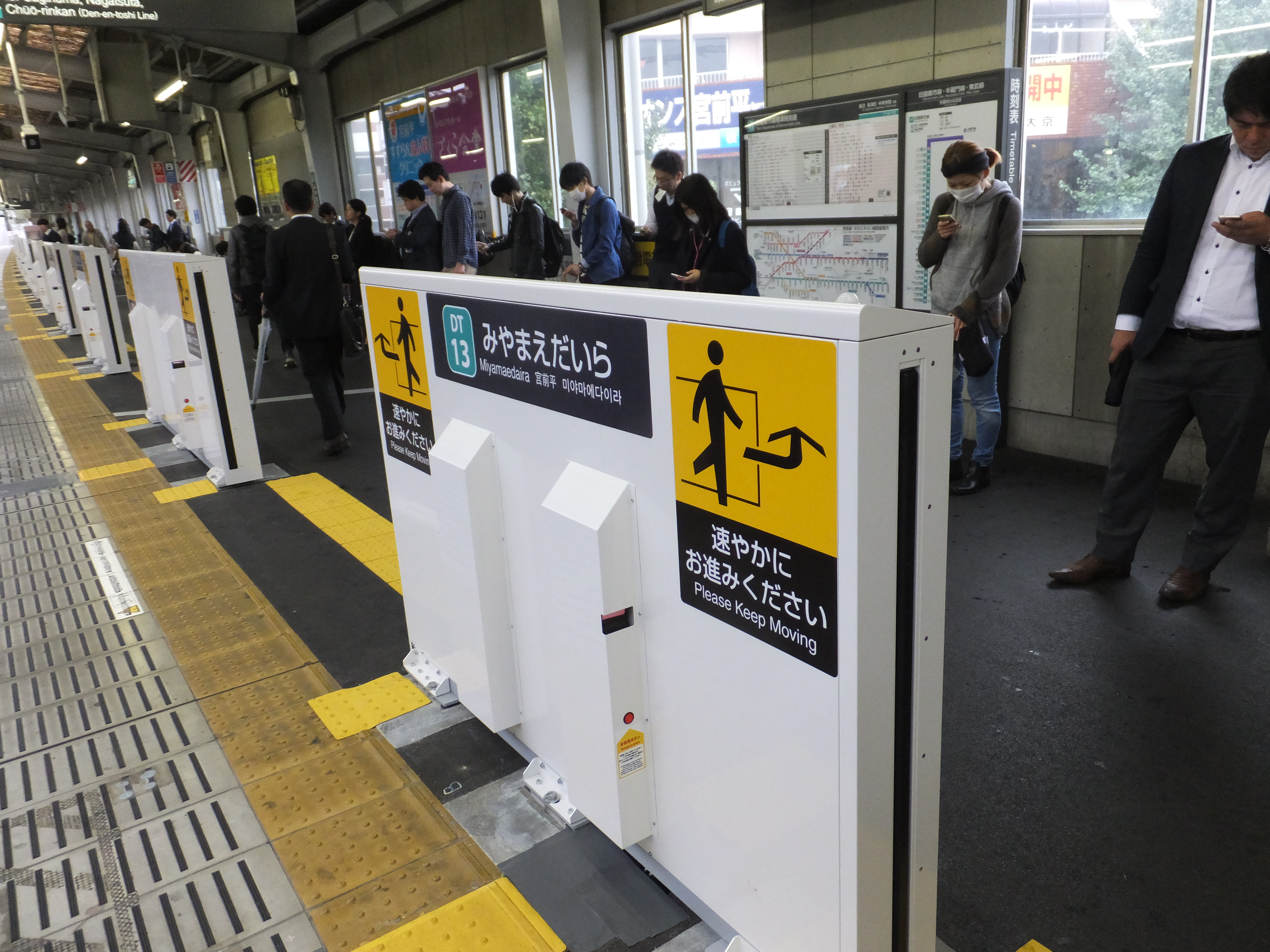
裝設月台門的月台（2015年10月16日）

2015年起，上下線月台啟用月台門。與JR東海道新幹線熱海站以及九州新幹線、北陸新幹線、東北新幹線部分車站一樣將月台門設於月台靠內側。

### 月台配置
| 月台 | 路線       | 方向 | 目的地                                              |
| ---- | ---------- | ---- | --------------------------------------------------- |
| 1    | 田園都市線 | 下行 | 鷺沼、長津田、中央林間方向                          |
| 2    | 田園都市線 | 上行 | 二子玉川、澀谷、半藏門線 押上、 伊勢崎線 春日部方向 |

## 使用情況
2016年度1日平均上下車人次為51,239人。
近年1日平均上下車人次與上車人次的推移如下表。
- 1日平均上車人次參見神奈川縣縣勢要覽。

| 年度               | 1日平均 上下車人次 | 1日平均 上車人次 | 來源     |
| ------------------ | ------------------ | ---------------- | -------- |
| 1998年（平成10年） |                    | 20,643           | [ * 1 ]  |
| 1999年（平成11年） |                    | 21,054           | [ * 2 ]  |
| 2000年（平成12年） |                    | 21,462           | [ * 2 ]  |
| 2001年（平成13年） |                    | 21,598           | [ * 3 ]  |
| 2002年（平成14年） |                    | 21,886           | [ * 4 ]  |
| 2003年（平成15年） | 43,650             | 22,188           | [ * 5 ]  |
| 2004年（平成16年） | 44,473             | 22,739           | [ * 6 ]  |
| 2005年（平成17年） | 44,692             | 22,827           | [ * 7 ]  |
| 2006年（平成18年） | 45,330             | 23,145           | [ * 8 ]  |
| 2007年（平成19年） | 46,059             | 23,673           | [ * 9 ]  |
| 2008年（平成20年） | 46,526             | 23,834           | [ * 10 ] |
| 2009年（平成21年） | 46,390             | 23,727           | [ * 11 ] |
| 2010年（平成22年） | 46,893             | 23,928           | [ * 12 ] |
| 2011年（平成23年） | 47,293             | 24,129           | [ * 13 ] |
| 2012年（平成24年） | 48,512             |                  | [ * 14 ] |
| 2013年（平成25年） | 49,720             |                  | [ * 15 ] |
| 2014年（平成26年） | 49,608             |                  | [ * 16 ] |
| 2015年（平成27年） | 50,690             |                  |          |
| 2016年（平成28年） | 49,720             |                  |          |

## 周邊
車站周邊多為住宅區。本站是宮前區役所最近的車站，從站前往北有許多教育、公共設施聚集。
- 川崎市宮前區役所 - 步行10分、搭乘巴士2分。
- 神奈川縣宮前警察署（日语：宮前警察署）
- 川崎市宮前消防署
- 川崎市宮前文化中心
  - 川崎市立宮前圖書館（日语：川崎市立図書館）
- 宮前平兒童文化中心
- JA Ceresa川崎（日语：セレサ川崎農業協同組合）宮前平支店
- 川崎宮前平郵便局
- 川崎土橋郵便局
- 宮前平Shopping Park
- 東急store（日语：東急ストア）宮前平店
- 鷺沼游泳俱樂部宮前平
- 稻毛屋（日语：いなげや）
- My Basket（日语：まいばすけっと）
- 野島電器（日语：ノジマ）東名川崎店
- 唐吉訶德東名川崎店
- 川崎市立富士見台小學校（日语：川崎市立富士見台小学校）
- 川崎市立宮前平中學校（日语：川崎市立宮前平中学校）
- 宮前平公園
- 宮前平第二公園
- 宮前平第三公園
- 尻手黑川道路（日语：川崎市主要地方道野川菅生線）

### 巴士路線
本站有川崎市巴士、東急巴士停靠。
| 乘車處 | 系統      | 主要行經地                         | 目的地             | 運行業者               |
| ------ | --------- | ---------------------------------- | ------------------ | ---------------------- |
| 1號    | 溝15      | 犬藏、南平、向丘出張所             | 溝口站南口         | ■川崎市巴士 鷲峰營業所 |
| 1號    | 溝15      | 犬藏、向丘出張所、溝口站南口       | 第三京濱入口       | ■川崎市巴士 鷲峰營業所 |
| 1號    | 溝15      | 犬藏、向丘出張所、溝口站前         | 第三京濱入口       | ■川崎市巴士 鷲峰營業所 |
| 1號    | 溝15      | 犬藏、向丘出張所、溝口站入口       | 溝口站前（北口）   | ■川崎市巴士 鷲峰營業所 |
| 1號    | 溝15      | 犬藏、南平                         | 白幡八幡前         | ■川崎市巴士 鷲峰營業所 |
| 1號    | 生01      | 藏敷、長澤入口、春秋苑入口         | 生田站             | ■川崎市巴士 鷲峰營業所 |
| 1號    | 宮03      | 犬藏、藏敷、稗原                   | 鷲峰營業所         | ■川崎市巴士 鷲峰營業所 |
| 1號    | 宮04      | 犬藏、菅生車庫、北部市場前         | 鷲峰營業所         | ■川崎市巴士 鷲峰營業所 |
| 1號    | 宮05      | 犬藏、藏敷、長澤                   | 聖瑪麗安娜醫科大學 | ■川崎市巴士 鷲峰營業所 |
| 2號    | 宮01 宮02 | 馬絹、上野川                       | 野川台             | ■東急巴士 高津營業所   |
| 3號    | 城11      | 馬絹、野川、千年                   | 新城站前           | ■川崎市巴士 井田營業所 |
| 3號    | 城11      | 馬絹、野川、井田營業所前           | 井田醫院           | ■川崎市巴士 井田營業所 |
| 3號    | 城11      | 馬絹、野川                         | 井田營業所前       | ■川崎市巴士 井田營業所 |
| 4號    | 生01      | 宮前區役所前、犬藏、藏敷、長澤入口 | 生田站             | ■川崎市巴士 鷲峰營業所 |
| 4號    | 溝15      | 宮前區役所前、犬藏、向丘出張所     | 溝口站南口         | ■川崎市巴士 鷲峰營業所 |
| 4號    | 宮03      | 宮前區役所前、犬藏、藏敷           | 鷲峰營業所         | ■川崎市巴士 鷲峰營業所 |
| 4號    | 宮04      | 宮前區役所前、犬藏、北部市場前     | 鷲峰營業所         | ■川崎市巴士 鷲峰營業所 |
| 4號    | 宮05      | 宮前區役所前、犬藏、長澤           | 聖瑪麗安娜醫科大學 | ■川崎市巴士 鷲峰營業所 |
| 5號    | 城11      | 富士見台小學校前                   | 宮前區役所前       | ■川崎市巴士 井田營業所 |
| 5號    | 宮02      | 富士見台小學校前                   | 宮前區役所前       | ■東急巴士 高津營業所   |
| 5號    | 宮06      | 宮前區役所前、宮崎台站             | 虎之門醫院分院     | ■東急巴士 高津營業所   |

## 名稱由來
1960年取得執照時的站名為「土橋」（つちはし）。「土橋」雖是當地地名，但在1965年9月常務會決議改為「宮前平」。「宮前」與鄰站宮崎台站一樣源自於1889年成立的橘樹郡宮前村，「宮前」念做「みやさき」。「平」則是取自車站所在地的當時地名川崎市大字宮崎字大平。
川崎市發行的《川崎地名辭典（下）》則記述因紀勢本線已有「宮前站」而加上「平」字。
現在車站所在地行政地名川崎市宮前區宮前平是在1972年（昭和47年）以本站命名所成立。

## 川崎縱貫高速鐵道
川崎市計畫中的川崎縱貫高速鐵道計畫通過本站，但2013年已宣告計畫取消。

## 相鄰車站
東急電鐵
 田園都市線
■急行
通過
■準急、■各站停車
宮崎台（DT12）－宮前平（DT13）－鷺沼（DT14）

## 延伸閱讀
- 宮田道一. . JTBパブリッシング. 2008-09-01. ISBN 9784533071669.

## 外部連結
- 宮前平（各站資訊） - 東急電鐵（日語）